# Nowy cmentarz żydowski w Płocku
Nowy cmentarz żydowski w Płocku – kirkut znajdujący się przy ul. Mickiewicza założony został w 1845, jak głosi tablica informacyjna, i jest jedynym dziś miejscem pochówku Żydów w tym mieście. Powierzchnia kirkutu wynosi 3,68 ha, a cały teren jest ogrodzony. Na cmentarzu od strony ul. Traugutta znajduje się pomnik wzniesiony w 1949 roku ku czci Żydów pomordowanych w hitlerowskich obozach zagłady: Treblince, Sobiborze, Bełżcu, Majdanku i Oświęcimiu. Środkową część zdobi gwiazda żydowska na tle płomieni. W dolnej części znajduje się płyta z czarnego marmuru z napisem w języku polskim i hebrajskim o treści:

על אלה אני בוכיה – Po nich ja płaczę

Twórcą pomnika był płocczanin, inż. arch. Beniamin Perelmuter. Na niewielu zachowanych nagrobkach widnieją napisy w języku polskim i hebrajskim. Zachowały się między innymi:
- płyta nagrobna Balbiny i Leny Kenigsberg, pochodząca z okresu powojennego (1947–1948)
- płyta nagrobna upamiętniająca Henryka Chwela (1904–1953), z napisami w języku polskim i hebrajskim
- współczesna płyta nagrobna ku czci Izydora Wasermana, żyjącego w latach 1883–1965

Inskrypcję pochwalną wyryto na nagrobkach:
- Heni Lichtensztejn (1916–1946)
- Blumy z Königsbergerów Neumark (1816–1889)

Fragmenty płyt nagrobnych zostały umieszczone w „murze płaczu”, który oddziela cmentarz zamknięty od cmentarza otwartego. Pochodzą one prawdopodobnie ze starego cmentarza żydowskiego.